# Guilio Martinat
Guilio Martinat, italijanski general, * 24. februar 1891, † 26. januar 1943.